# Zombie express
Zombie express (hangul: 부산행 Busanhaeng; także jako Ostatni pociąg) – południowokoreański dreszczowiec z 2016 roku. Został wyreżyserowany przez Yeon Sang-ho, a w rolach głównych wystąpili Gong Yoo, Jung Yu-mi oraz Ma Dong-seok. Miał swoją premierę 20 lipca 2016 roku. Akcja filmu rozgrywa się w pociągu do Pusanu.
Film został zaprezentowany 13 maja w sekcji Midnight Screenings podczas 69. Międzynarodowego Festiwalu Filmowego w Cannes. 7 sierpnia film ustanowił rekord jako pierwszy koreański film z 2016 roku, który przyciągnął do kin ponad 10 milionów widzów.
W sierpniu 2016 roku ukazał się animowany prequel do filmu, pt. Seoul Station, również w reżyserii Sang-ho.
W Polsce film został po raz pierwszy zaprezentowany 18 listopada 2016 roku podczas Festiwalu Filmowego Pięć Smaków pod tytułem Ostatni pociąg. 20 stycznia 2017 roku film ten trafił w Polsce także do dystrybucji kinowej, tym razem pod tytułem Zombie express.

## Obsada
- Gong Yoo jako Seok-woo
- Jung Yu-mi jako Seong-kyeong, żona Sang-hwa
- Kim Su-an jako Soo-an, córka Seok-woo
- Ma Dong-seok jako Sang-hwa
- Kim Eui-sung jako Yon-suk
- Choi Woo-shik jako Yong-guk
- Ahn So-hee jako Jin-hee
- Choi Gwi-hwa jako bezdomny
- Jung Suk-yong jako maszynista
- Ye Soo-jung jako In-gil
- Park Myung-sin jako Jong-gil
- Jang Hyuk-jin jako Ki-chul
- Kim Chang-hwan jako Kim Jin-mo
- Lee Ju-shil jako matka Seok-woo
- Shim Eun-kyung jako biegnąca dziewczyna

## Remake i sequel
Tygodnik „Variety” zapowiedział w grudniu 2016 roku, że Gaumont planuje nakręcić remake filmu w języku angielskim.
Południowokoreański reżyser Yeon Sang-ho pracował nad kontynuacją filmu, zatytułowaną Zombie express 2: Półwysep. Premiera filmu odbyła się 15 lipca 2020 roku w Korei Południowej.

## Nagrody i nominacje
| Rok  | Nagroda                                   | Kategoria                                   | Nagrodzony                                        | Wynik      | Źródło |
| ---- | ----------------------------------------- | ------------------------------------------- | ------------------------------------------------- | ---------- | ------ |
| 2016 | Asian Film Awards                         | Najlepszy aktor                             | Gong Yoo                                          | Nominacja  | [ 11 ] |
| 2016 | Asian Film Awards                         | Najlepszy aktor drugoplanowy                | Ma Dong-seok                                      | Nominacja  | [ 11 ] |
| 2016 | Asian Film Awards                         | Najlepszy montaż                            | Yang Jin-mo                                       | Nominacja  | [ 11 ] |
| 2016 | Asian Film Awards                         | Najlepsze efekty wizualne                   | Jung Hwang-su                                     | Nominacja  | [ 11 ] |
| 2016 | Asian Film Awards                         | Najlepszy projekt kostiumów                 | Kwon Yoo-jin i Rim Seung-hee                      | Nominacja  | [ 11 ] |
| 2016 | 25. Buil Film Awards                      | Najlepszy film                              | Zombie express                                    | Nominacja  | [ 12 ] |
| 2016 | 25. Buil Film Awards                      | Najlepszy aktor drugoplanowy                | Kim Eui-sung                                      | Wygrana    | [ 12 ] |
| 2016 | 25. Buil Film Awards                      | Najlepsza aktorka drugoplanowa              | Jung Yu-mi                                        | Nominacja  | [ 12 ] |
| 2016 | 25. Buil Film Awards                      | Najlepsze zdjęcia                           | Lee Hyeong-deok                                   | Nominacja  | [ 12 ] |
| 2016 | 25. Buil Film Awards                      | Najlepsza scenografia                       | Lee Mok-won                                       | Nominacja  | [ 12 ] |
| 2016 | 25. Buil Film Awards                      | Yu Hyun-mok Film Arts Award                 | Yeon Sang-ho                                      | Wygrana    | [ 12 ] |
| 2016 | Korean Association of Film Critics Awards | Technical Award                             | Zombie express (charakteryzacja)                  | Wygrana    | [ 12 ] |
| 2017 | 38. Blue Dragon Film Awards               | Najlepszy film                              | Zombie express                                    | Nominacja  | [ 12 ] |
| 2017 | 38. Blue Dragon Film Awards               | Najlepszy aktor drugoplanowy                | Kim Eui-sung                                      | Nominacja  | [ 12 ] |
| 2017 | 38. Blue Dragon Film Awards               | Najlepszy aktor drugoplanowy                | Ma Dong-seok                                      | Nominacja  | [ 12 ] |
| 2017 | 38. Blue Dragon Film Awards               | Najlepsza aktorka drugoplanowa              | Jung Yu-mi                                        | Nominacja  | [ 12 ] |
| 2017 | 38. Blue Dragon Film Awards               | Najlepszy debiut reżyserski                 | Yeon Sang-ho                                      | Nominacja  | [ 12 ] |
| 2017 | 38. Blue Dragon Film Awards               | Najlepsza scenografia                       | Lee Mok-won                                       | Nominacja  | [ 12 ] |
| 2017 | 38. Blue Dragon Film Awards               | Najlepszy scenariusz                        | Park Joo-seok                                     | Nominacja  | [ 12 ] |
| 2017 | 38. Blue Dragon Film Awards               | Najlepszy montaż                            | Yang Jin-mo                                       | Nominacja  | [ 12 ] |
| 2017 | 38. Blue Dragon Film Awards               | Najlepsze zdjęcia                           | Lee Hyeong-deok                                   | Nominacja  | [ 12 ] |
| 2017 | 38. Blue Dragon Film Awards               | Najlepsze oświetlenie                       | Park Jeong-woo                                    | Nominacja  | [ 12 ] |
| 2017 | 38. Blue Dragon Film Awards               | Technical Award                             | Kwak Tae-yong i Hwang Hyo-gyoon (charakteryzacja) | Wygrana    | [ 12 ] |
| 2017 | 38. Blue Dragon Film Awards               | Audience Choice Award for Most Popular Film | Zombie express                                    | Wygrana    | [ 12 ] |
| 2017 | 53. Baeksang Arts Awards                  | Najlepszy film                              | Zombie express                                    | Nominacja  | [ 13 ] |
| 2017 | 53. Baeksang Arts Awards                  | Najlepszy aktor drugoplanowy                | Kim Eui-sung                                      | Wygrana    | [ 13 ] |
| 2017 | 53. Baeksang Arts Awards                  | Najlepszy aktor drugoplanowy                | Ma Dong-seok                                      | Nominacja  | [ 13 ] |
| 2017 | 53. Baeksang Arts Awards                  | Najlepszy debiut reżyserski                 | Yeon Sang-ho                                      | Wygrana    | [ 13 ] |
| 2017 | Fangoria Chainsaw Awards                  | Najlepszy film nieanglojęzyczny             | Zombie express                                    | Nominowany | [ 14 ] |
| 2017 | Fangoria Chainsaw Awards                  | Najlepszy aktor                             | Gong Yoo                                          | Nominowany | [ 14 ] |
| 2017 | Saturn                                    | Najlepszy horror                            | Zombie express                                    | Nominowany | [ 15 ] |